# Florin Curta
Florin Curta (Rumanía, 16 de enero de 1965) es un historiador y arqueólogo rumano-estadounidense, profesor de historia medieval en la Universidad de Florida.

## Biografía
Curta trabaja en el campo de la historia de los Balcanes y es profesor de historia medieval y arqueología en la Universidad de Florida, en Gainesville (Florida) Su primer libro, The Making of the Slavs. History and Archaeology of the Lower Danube Region, A.D. 500-700, fue nombrado 2002 Choice Outstanding Academic Title y ganó el premio Herbert Baxter Adams de la American Historical Association en 2003. Curta es el editor jefe de la serie de Brill East Central and Eastern Europe in the Middle Ages, 450-1450. En 2011, colaboró en The Edinburgh History of the Greeks. Es miembro del Instituto de Estudios Avanzados de la Escuela de Estudios Históricos de la Universidad de Princeton (primavera de 2007) y miembro visitante del Corpus Christi College de la Universidad de Oxford (2015).

## Teorías y crítica
Inspirado por Reinhard Wenskus y la Escuela de Historia de Viena, Curta es conocido por su enfoque postprocesual y posestructuralista a la hora de explicar la etnogénesis y las migraciones eslavas, que se opone a la visión dominante y al enfoque histórico de la cultura primordial en arqueología e historiografía.Florin Curta, The Early Slavs. Culture and Society in Early Medieval Eastern Europe by Paul M. Barford (revisión) en European Journal of Archaeology, 6(1). 2003, pp. 99–101.</ref> Curta se opone a las teorías de la expansión masiva eslava desde el Urheimat eslavo y niega la existencia de dicho Urheimat. Su obra rechaza el concepto de las lenguas eslavas como elemento unificador de los eslavos o la aducción de la cerámica de tipo praguense como expresión cultural arqueológica de los primeros eslavos. En su lugar, Curta avanza una hipótesis alternativa (para algunos, revisionista) que considera a los eslavos como una «categoría etnopolítica» inventada por los bizantinos que se formó mediante la instrumentación política y la interacción en la frontera danubiana romana, donde floreció la cultura de élite bárbara.  Según Curta, las cuestiones de identidad y etnicidad son construcciones sociales modernas, impuestas externamente.
Las conjeturas de Curta suscitaron gran desacuerdo y severas críticas en general y en detalle por parte de otros arqueólogos, historiadores, lingüistas y etnólogos. Criticaron lo que consideraban una selección arbitraria de datos históricos y arqueológicos y yacimientos por parte de Curta, así como su interpretación de las cronologías para apoyar conclusiones preconcebidas. Además, consideraban que su modelo cultural no explicaba adecuadamente la aparición y expansión de los eslavos y la cultura eslava. Curta también ha sido criticado por su argumentación inadecuada y por contradecir la información proporcionada por historiógrafos bizantinos como Teofilacto Simocates.
Aunque el trabajo de Curta encontró el apoyo de quienes utilizan un enfoque similar, como Walter Pohl y Danijel Džino, el modelo migracionista sigue siendo en opinión de muchos el más aceptable y posible para explicar la expansión de los eslavos, así como de la cultura eslava (incluida la lengua)

## Publicaciones
- Curta, Florin (1998). Making an Early Medieval Ethnie: The Case of the Early Slavs (Sixth to Seventh Century A.D.). Kalamazoo, Michigan: Western Michigan University. (Doctoral Dissertation)
- Curta, Florin (2001). The Making of the Slavs: History and Archaeology of the Lower Danube Region, c. 500–700. Cambridge: Cambridge University Press. ISBN 9780521802024. doi:10.1017/CBO9780511496295. Parámetro desconocido |title-link= ignorado (ayuda)
- Curta, Florin (2001). «Limes and Cross: The Religious Dimension of the Sixth-century Danube Frontier of the Early Byzantine Empire». Старинар 51: 45-70.
- Curta, Florin (2006). Southeastern Europe in the Middle Ages, 500–1250. Cambridge: Cambridge University Press. (Disertación Doctoral).
- Curta, Florin (2011). The Edinburgh History of the Greeks, c. 500 to 1050: The Early Middle Ages. Edinburgh: Edinburgh University Press. ISBN 9780748644896. JSTOR j.ctt1r23dk. S2CID 163031847. doi:10.1515/9780748644896.
- Curta, Florin (2019). Eastern Europe in the Middle Ages (500–1300). Brill's Companions to European History, vol. 19. Leiden and Boston: Brill. ISBN 9789004395190.
- Curta, Florin (2020). Slavs in the Making: History, Linguistics, and Archaeology in Eastern Europe (ca. 500-ca. 700). London: Routledge. ISBN 9780203701256. S2CID 225265576. doi:10.4324/9780203701256.

### Volúmenes editados
- East Central & Eastern Europe in the Early Middle Ages. Ann Arbor: University of Michigan Press, 2005.
- Borders, Barriers, and Ethnogenesis. Frontiers in Late Antiquity and the Middle Ages. Turnhout, Bélgica: Brepols, 2005.
- The other Europe in the Middle Ages. Avars, Bulgars, Khazars, and Cumans. Leiden-Boston: Brill, 2008.
- Neglected Barbarians. Turnhout: Brepols, 2011.
- Con Bogdan-Petru Maleon, The Steppe Lands and the World Beyond Them. Studies in Honor of Victor Spinei on his 70th Birthday. Iași: Editura Universității "Alexandru Ioan Cuza", 2013.